# ويندوز 1.0
ويندوز 1.0 (بالإنجليزية: Windows 1.0)‏ هو بيئة تشغيل رسومية للحاسبات الشخصيّة من تطوير ونشر مايكروسوفت، وهوَ أوّل إصدارٍ من أنظمة تشغيل مايكروسوفت ويندوز، وصدَر في 20 نوفمبر 1985. يعمَل هذا النظام في بيئة 16-بت حيثُ يوفّر للمستخدمين تعدداً للمهام، كما أن لديه واجهة رسوميّة تُمكّن المستخدمين من تشغيل البرامج المُصمّمة للنظام وكذلك برامج نظام الدوس التي كانت موجودة. وكان على رأس التصميم والتطوير مؤسس الشركة بيل غيتس.
قبل إصدار هذا النظام، عملت مايكروسوفت مع أبل لتطوير برمجياتٍ مُتوافقة مع ماكنتوش 128k في يناير 1984 الذي بدورِه يُعتَبر أوّل حاسب شخصي ذو إنتاج ضخم بواجهة رسوميّة. وقد أعلنت مايكروسوفت عن نظامها وحصلت على ردود فعلٍ إيجابية ودعم مُبكّر، ولكن عندما صدر النظام لم يَلقَ رواجاً بينَ المستخدمين والنُقّاد حيثُ رأوا أنّها لا تُلبّي توقعاتِهم ورغباتهم، كما أنّهم وجدوا صعوبَة في التعامل مع الفأرة حيثُ أنّها لم تكن مُنتشرة في ذلك الوقت. وعلى الرغم من هذه الانتقادات، يُعتَبر ويندوز 1.0 علامة فارقة لمايكروسوفت وفي تاريخ صناعة الحاسبات بشكل عام.

## التاريخ

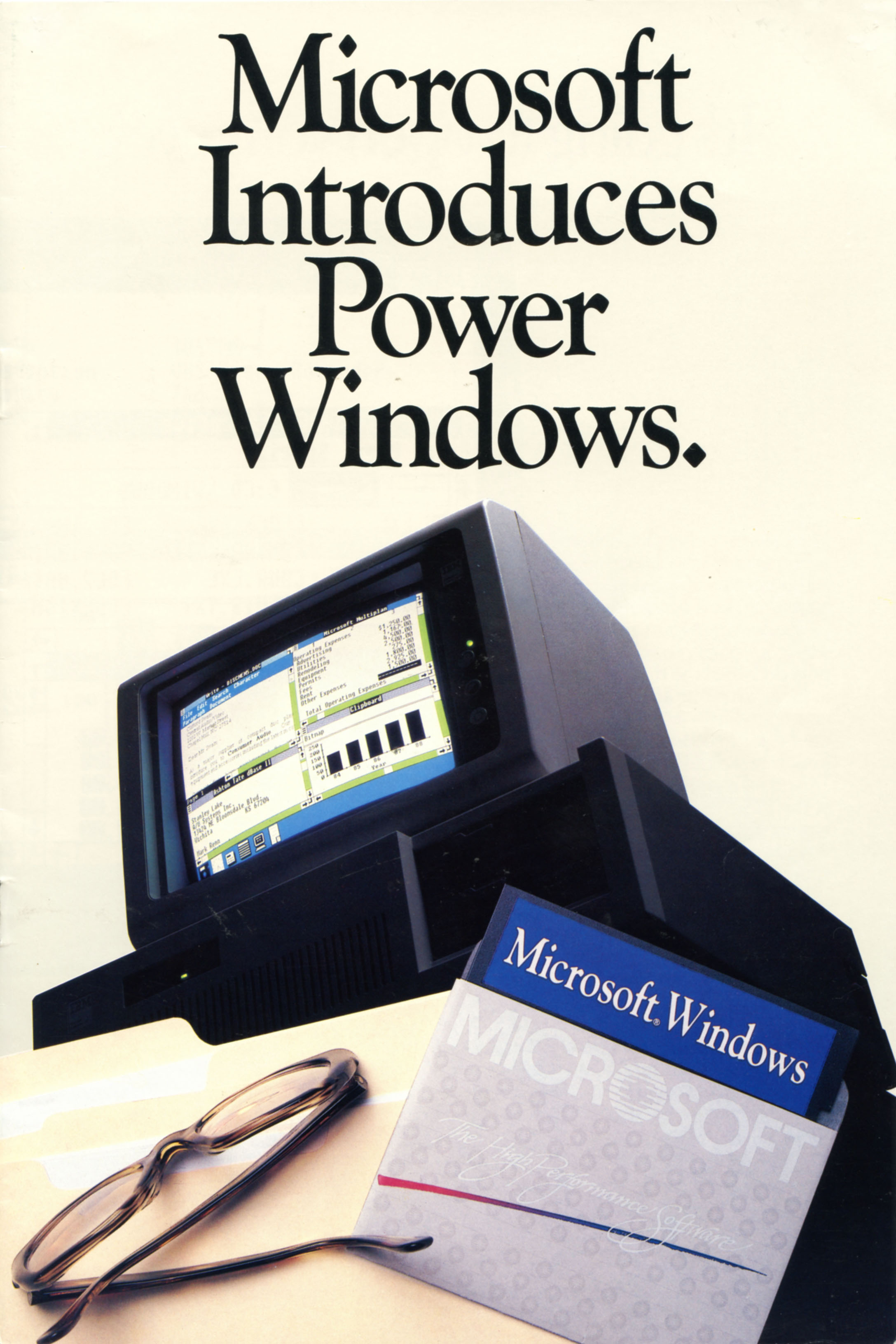
بروشور إعلاني لويندوز 1.0 في يناير 1986.

بدأت عمليّة تطوير الويندوز بعد أن رأى مؤسس الشركة بيل غيتس أحد أنظمة VisiCorp المعروف باسم Visi On عام 1982 وحزمة الواجهات الرسوميّة في حاسبات IBM compatible. وكانَ أوّل إعلان عنه في 10 نوفمبر 1983. ومع سوّاقتي قرصٍ مرن، وذاكرة عشوائيّة تصل لـ 192 كيلوبايت وصفت مايكروسوفت الجهاز بأنه وسيط مُشغّل لنظامها دوس 2.0. وتميّز النظام بأنّه يدعم تعددية المهام مختلفاً بذلك عن قرنائه الموجودين آن ذاك مثل نظام ليزا من أبل وفيزي أون. وعلى عكسه فإن مُطوّروا الويندوز لم يستخدموا نظام اليونكس لبناء تطبيقاتِه. وقد شجّعت مايكروسوفت الشركات الأخرى بما فيهم الشركات المنُنافسة على تطوير تطبيقات لنظامها الجديد، وقد وعدت شركات كبيرة بدعم النظام مثل شركة كومباك وديجيتال إكوبمينت وشركاتٌ أخرى.

### ويندوز 1.01
أول إصدار من ويندوز 1.0 وصدر رسميّاً في 20 نوفمبر 1985.

### ويندوز 1.02
النسخة 1.02 صدرت في مايو 1986، وكان عالميًا ومتوفرًا بعدة لغات أوروبية.

### ويندوز 1.03
النسخة 1.03 صدرت في أغسطس 1986، احتوى هذا الإصدار على محسنات للغات الأوروبية.

### ويندوز 1.04
النسخة 1.04 صدرت في أبريل 1987، احتوى هذا الأصدار على غرافيكس تلائم حاسوب آي بي إم بي إس/2. في نفس الوقت، أعلنت شركتا مايكروسوفت وآي بي إم عن إصدار نظام التشغيل المدعو أو إس/2 الذي كان من المفترض أن يحل محل نظام IBM ومايكروسوفت.
في نوفمبر 1987، وبعد ويندوز 1.0 تبعه ظهور ويندوز 2.0. ويُذكر أن مايكروسوفت لم تتوقف عن دعم ويندوز 1.0 إلا بعد 16 سنة في 31 ديسمبر 2001.

## التحميل
لم يكن باستطاعة الناس تحميل ويندوز 1 إلا بأقراص مرنة، كما احتاج الناس لتواجد دوس في حواسيبهم لتحميل ويندوز 1.